# Fascism în Europa
Fascismul în Europa a reprezentat un set de diverse ideologii fasciste aplicate de guvernele și partidele politice europene pe parcursul secolul XX. Fascismul a apărut în Italia în perioada interbelică, iar alte mișcări fasciste, influențate de fascismul italian, au început să apară în întreaga Europă.
Primele elemente fasciste aplicate pot fi observate în Regența Italiană de Carnaro⁠(d) condusă de naționalistul italian Gabriele d’Annunzio. Numeroase politici și elemente estetice au fost preluate și utilizate de către Benito Mussolini și organizația sa Fasci Italiani di Combattimento pe care a înființat-o în 1914. Deși membrii săi se autocaracterizau drept „fasciști”, ideologia era fundamentată pe național-sindicalism. Fascismul ca ideologie avea să-și încheie dezvoltarea abia în 1921 când Mussolini și-a transformat mișcarea în Partidul Național Fascist. Acesta a fost încorporat în Asociația Naționalistă Italiană⁠(d) în 1923, asociație care va primit sprijinul unor importanți protofasciști precum D'Annunzio sau Enrico Corradini.

## Regimuri și partide
Unii cercetători afirmă că termenul „fascism” ar trebuie să fie utilizat doar cu referire la Partidul Național Fascist aflat sub conducerea lui Benito Mussolini (1922-1943). Totuși, unele regiumuri politice europene care au adoptat elemente specifice partidului italian sunt în general descrise drept fasciste. Lista regimurilor caracterizate astfel sau puternic influențat de această ideologie include:
- Partidul Național Fascist/Partidul Fascist Republican în Italia și Republica Socială Italiană sub conducerea lui Benito Mussolini (1922-1945).
- Partidul Muncitoresc Național-Socialist German în Germania sub conducerea lui Adolf Hitler (1933-1945), fundamentat pe ideologia național-socialistă influențată de fascism.
- Uniunea Națională⁠(d) în Portugalia sub conducerea lui António de Oliveira Salazar și Marcelo Caetano (1933-1945). Salazar a respins mereu eticheta de fascist considerând „exaltarea tineretului, cultul forței prin acțiune directă, principiul superiorității puterii statale în viața socială, [și] tendința de a organiza masele în spatele unui lider unic” diferențele fundamentale dintre fascism și corporatismul catolic specific regimului Estado Novo. Cu toate acestea, au fost adoptate numeroase elemente fasciste, exemplele principale fiind organizația paramilitară Legião Portuguesa⁠(d) și organizația de tineret Mocidade Portuguesa⁠(d). După încheierea Războiului Civil Spaniol, Salazar și-a distanțat regimul de fascism datorită poziției sale probritanice.[6][7]
- Frontul Patriei⁠(d) în Austria sub conducerea lui Engelbert Dollfuss și Kurt Schuschnigg (1934–1938), fundamentat pe ideologia austrofascismului, puternic influențat de fascismul italian.
- Uniunea Radicală Iugoslavă⁠(d) în Iugoslavia sub Milan Stojadinović (1935–1939), influențat puternic de fascism.[8]
- Regimul Metaxas⁠(d) în Grecia sub Ioannis Metaxas (1936–1941). Acesta deși nu era complet fascist în natură, a adoptat elemente fasciste, Organizația Națională de Tineret⁠(d) fiind un astfel de exemplu. Regimul avea la bază metaxismul, ideologie influențată de fascism.
- FET y de las JONS în Spania sub Francisco Franco (1939-1975). Dup 1945, regimul lui Franco s-a distanțat de fascism, însă a rămas puternic autoritar și naționalist, fiind fundamentat pe ideologia falangismului

Regimurile menționate mai sus nu sunt fidele doctrinei fascismului așa cum este ea predicată de Mussolini și Gentile. Totuși, toate regimurile în cauză sunt prezentate ca fiind fasciste datorită naturii lor autoritare, existenței organizațiilor paramilitare și de tineret dedicate statului, propagandei și retoricii îndreptate împotriva liberalismului, individualismului, democrației, comunismului etc. și economiei corporatiste. Toate aceste elemente sunt popularizate de Mussolini. Utilizarea salutului roman și a uniformelor colorate prezente în majoritatea regimurilor listate reprezintă un aspect estetic specific Partidului Național Fascist care s-a răspândit în Europa.
Există numeroase partide în România care au fost influențate de fascism: Partidul Național Creștin sub Octavian Goga (1938), Frontul Renașterii Naționale sub Ion Gigurtu (1940) și Statul Național-Legionar aflat sub conducerea Mișcării Legionare (sub Horia Sima) și a mareșalului Ion Antonescu (1940-1941). Primele două nu erau fasciste în accepțiunea deplină a termenului, însă au utilizat fascismul pentru a obține susținerea maselor.
Înainte de și pe parcursul celui de-al Doilea Război Mondial, Germania Nazistă a impus numeroase regimuri fasciste în teritoriile europene ocupate. Deși nu erau fidele formei susținute de Mussolini, erau în orice caz autoritare, naționaliste, anticomuniste și aliate puterilor Axei:
- Asociația Națională în Protectoratul Boemiei și Moraviei sub Emil Hácha (1939-1945)
- Partidul Popular Slovac în Slovacia sub Josef Tiso (1939-1945)
- Regimul de la Vichy susținut de partide colaboraționiste (Marcel Bucard din Mouvement Franciste⁠(d), Jacques Doriot cu Partidul Popular Francez⁠(d), Marcel Déat cu Adunarea Populară Națională⁠(d)) și miliția franceză sub Philippe Pétain și Pierre Laval (1940-1944)
- Ustașa în Croația sub Ante Pavelić (1941-1945)
- Guvernele colaboraționiste din Grecia susținute de partidele lui Georgios Tsolakoglou, Konstantinos Logothetopoulos and Ioannis Rallis (1941–1944)
- Organizația paramilitară sârbă⁠(d) susținută de Mișcarea Națională Iugoslavă⁠(d) în Serbia sub Milan Nedić (1941–1944)
- Nasjonal Samling în Norvegia sub Vidkun Quisling (1942–1945)
- Partidul Crucilor cu Săgeți în Ungaria sub Ferenc Szálasi (1944–1945)
- Partidul German Sudeten⁠(d) sub Konrad Henlein, Mișcarea Național-Socialistă din Țările de Jos sub Anton Musert, Partidul Rexist sub Léon Degrelle și Vlaams Nationaal Verbond sub Staf De Clercq sunt alte partide care au colaborat cu naziștii.

De asemenea, au existat și alte mișcări politice în Europa care au fost influențate într-o oarecare măsură de regimul fascist al lui Mussolini. Acestea sunt: Le Faisceau, Fasciștii Britanici, Uniunea Fasciștilor Britanici, Liga Fascistă Imperială, Blueshirts, Partidul Național-Colectivist Francez, Partidul Național Breton, Falange Española, Frontul Negru, Mișcarea Națională Sindicalistă, Verdinaso, Frontul Național, Partidul Național Socialist Grec, Vlajka, Comunitatea Fascistă Națională, ONR-Falanga, Mișcarea Patriotică a Poporului, Pērkonkrusts, Uniunea Legiunilor Naționale Bulgare, Ratniks și Partidul Fascist Rus.
Printre figurile proeminente asociate fascismului european - cu excepția celor din Axă - se numără Oswald Mosley, Rotha Lintorn-Orman, José Antonio Primo de Rivera, Joris Van Severen, Corneliu Zelea Codreanu, Francisco Rolão Preto, Hristo Lukov, Aleksandar Tsankov, Bolesław Piasecki, Radola Gajda, Eoin O'Duffy, Sven Olov Lindholm, Vihtori Kosola și Konstantin Rodzaevsky . 
Alte partide politice de dreapta sau de stânga precum CEDA⁠(d), Uniunea Mladorossi⁠(d) și Liga Patriei⁠(d) nu au adoptat ideologia fascistă, ci doar elemente ale acesteia. Politicieni de extremă dreapta precum Alfred Hugenberg, José María Gil-Robles⁠(d) și Gyula Gömbös reprezintă influența fascismului în mediile politice de dreapta, aceștia adoptând o retorică ultranaționalistă și autoritară inspirată de Mussolini.